# NYSE Euronext
NYSE Euronext este cel mai mare grup bursier, format în 2006, prin fuziunea dintre New York Stock Exchange și Euronext. Grupul este listat pe ambele piețe și are sediul principal în New York City, iar pe cel secundar la Paris. Capitalizarea companiilor listate pe toate bursele operate de NYSE Euronext a fost de 20.692 miliarde dolari americani pe data de 12 iulie 2007.
La data de 31 decembrie 2007, capitalizarea bursieră a celor 4,000 de companii listate era de $30,5 mii de miliarde USD (20,9 mii de miliarde Euro).
NYSE Euronext este parte a indexului S&P 500 și este singura bursă de acțiuni prezentă în indexul S&P 100.